# トランスクリティーク カントとマルクス
『トランスクリティーク: カントとマルクス』とは柄谷行人の著作。『群像』誌上での1998年秋から1999年春まで続いた連載をほぼ全面的に改稿し、大幅加筆したもの。2001年に協同組合型出版社・批評空間から刊行された。批評空間解散後は、岩波書店から再刊された。「NAM (政治運動)」の理論的基盤となった。

## 概要
資本主義への超越論的批判。
前半の「カント」の部で「超越論的」とはどういうことかが示され、後半の「マルクス」の部で批判が行われる。
柄谷によれば、カントやマルクスが見出した「強い視差」は、後世の継承者によって消されてしまった。その結果、カントやマルクスに間違ったイメージが付いてしまったという。また、現代のさまざまな社会問題が解決しないのは、「資本＝ネーション＝国家」という体制に問題がある。歴史を前に進めるためには、これを乗り越える必要があるという。
岩波書店のページから本書の概要を読むことができる。

## 構成
- 序文
- イントロダクション――トランスクリティークとは何か
- 第1部 カント
  - 第1章 カント的転回
    - 1. コペルニクス的転回
    - 2. 文芸批評と超越論的批判
    - 3. 視差と物自体

  - 第2章 総合的判断の問題
    - 1. 数学の基礎
    - 2. 言語論的転回
    - 3. 超越論的統覚

  - 第3章 Transcritique
    - 1. 主体と場所
    - 2. 超越論的と横断的
    - 3. 単独性と社会性
    - 4. 自然と自由
- 第2部 マルクス
  - 第1章 移動と批判
    - 1. 移動
    - 2. 代表機構
    - 3. 恐慌としての視差
    - 4. 微細な差異
    - 5. マルクスとアナーキストたち

  - 第2章 総合の危機
    - 1. 事前と事後
    - 2. 価値形態
    - 3. 資本の欲動
    - 4. 貨幣の神学・形而上学
    - 5. 信用と危機

  - 第3章 価値形態と剰余価値
    - 1. 価値と剰余価値
    - 2. 言語学的アプローチ
    - 3. 商人資本と産業資本
    - 4. 剰余価値と利潤
    - 5. 資本主義の世界性

  - 第4章 トランスクリティカルな対抗運動
    - 1. 国家と資本とネーション
    - 2. 可能なるコミュニズム

## 評価・反響
- フレドリック・ジェイムソンが英語版の帯に「マルクス主義とアナーキズムを綜合する新たな企て」と書いた。
- スラヴォイ・ジジェクが「ニューレフトレビュー」で書評を書いた。
- 柄谷自身によると、北米や韓国以外での海外的名声はこの著作によって得られたものだという[5]。
- 柄谷の主著として海外で広く知られる[6]。

## 書誌
- （単行本）『トランスクリティーク: カントとマルクス』柄谷行人著、岩波書店（岩波現代文庫）、2010年、ISBN 978-4006002336
- （翻訳）Transcritique On Kant and Marx. Kojin Karatani. Sabu Kohso. MIT Press. 2003. ISBN 978-0262276726

## 関連書籍
- 『可能なるコミュニズム』（柄谷行人著、太田出版）
- 『倫理21』（柄谷行人著、平凡社）

上記の両書とも、本書から派生した。
- 『資本論』（カール・マルクス、1867年）
- 『純粋理性批判』（イマヌエル・カント、1781年）
- 『実践理性批判』（イマヌエル・カント、1788年）
- 『判断力批判』（イマヌエル・カント、1790年）
- 『世界共和国へ』（柄谷行人著、2006年、岩波書店）
- 『世界史の構造』（柄谷行人著、2010年、岩波書店）